# Ducey
Ducey ist eine Ortschaft und eine ehemalige französische Gemeinde mit 2.572 Einwohnern (Stand: 1. Januar 2022) im Département Manche in der Region Normandie. Sie gehörte zum Arrondissement Avranches und zum Kanton Pontorson.
Mit Wirkung vom 1. Januar 2016 wurden die früheren Gemeinden Ducey und Les Chéris zu einer Commune nouvelle mit dem Namen Ducey-Les Chéris fusioniert und haben in der neuen Gemeinde den Status einer Commune déléguée. Der Verwaltungssitz befindet sich im Ort Ducey.

## Geographie
Ducey liegt rund zehn Kilometer südöstlich von Avranches und in etwa fünf Kilometer Entfernung von der Bucht von Mont-Saint-Michel.
Das Gebiet berührt der Fluss Sélune, im Norden verläuft das Flüsschen Oir, das in die Sélune mündet.

## Geschichte
Im zwölften Jahrhundert hatte Guillaume de Ducey die Herrschaft. Er war ein  Nachkomme eines Duci (oder Dixi) und möglicherweise ein Gefährte des Wikingers Rollo. Um 1370 kam es in die Hände des Fralin de Husson. Es wurde von Henry V. von England im Jahre 1418 beschlagnahmt und von Guillaume Nessefeld regiert. Im Jahre 1521 erwarb die Familie Montgomery die Herrschaft und vererbte diese bis 1711. Gabriel de Montgomery, der Herr von Ducey (* 1530) ging in die Geschichte von Frankreich ein, weil er bei einem Turnier 10. Juli 1559 versehentlich König Heinrich II. tödlich verwundet hat. Sein Sohn, Gabriel II, erbaute im Jahre 1624 die Burg von Ducey.

### Bevölkerungsentwicklung
| Jahr      | 1962 | 1968 | 1975 | 1982 | 1990 | 1999 | 2004 | 2014 |
| Einwohner | 1691 | 1825 | 1939 | 2086 | 2069 | 2174 | 2253 | 2474 |

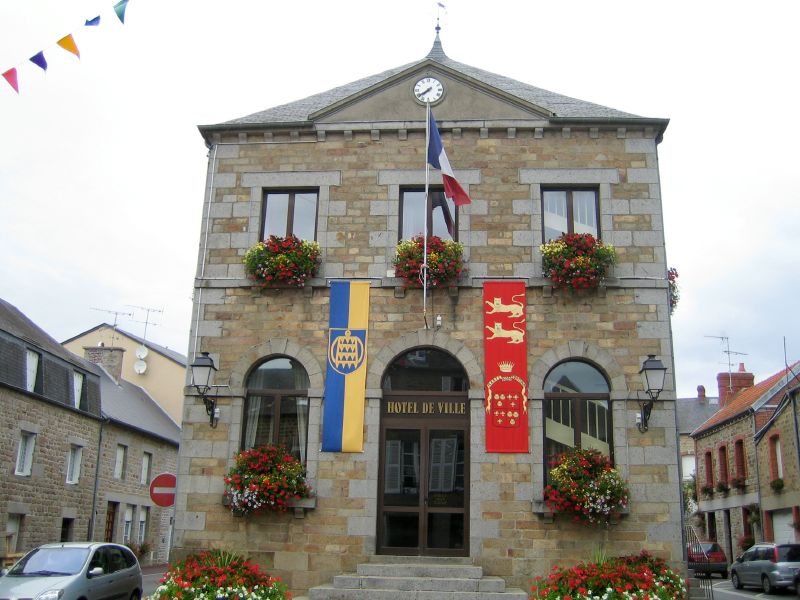
Ehemaliges Rathaus Ducey
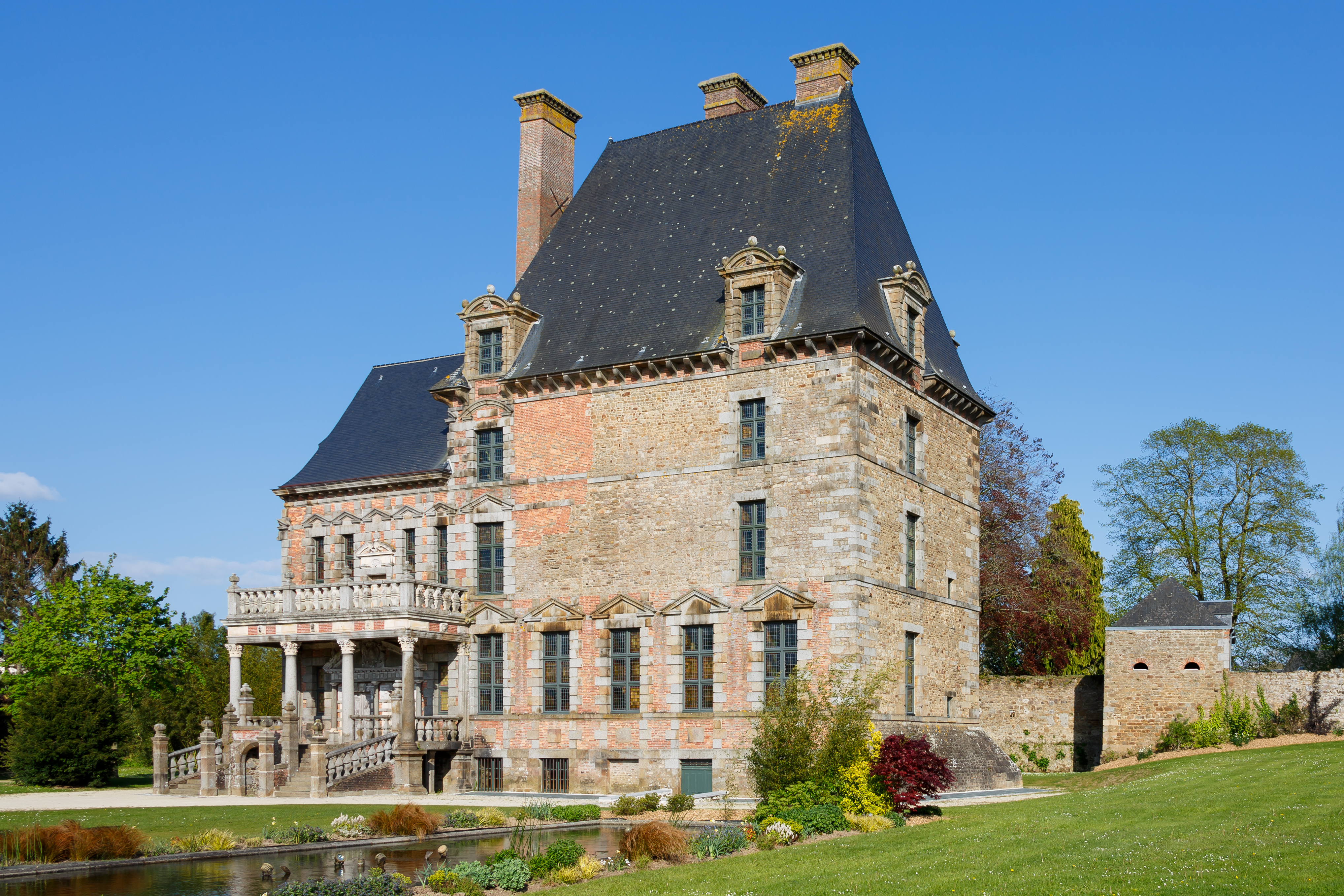
Schloss Montgommery
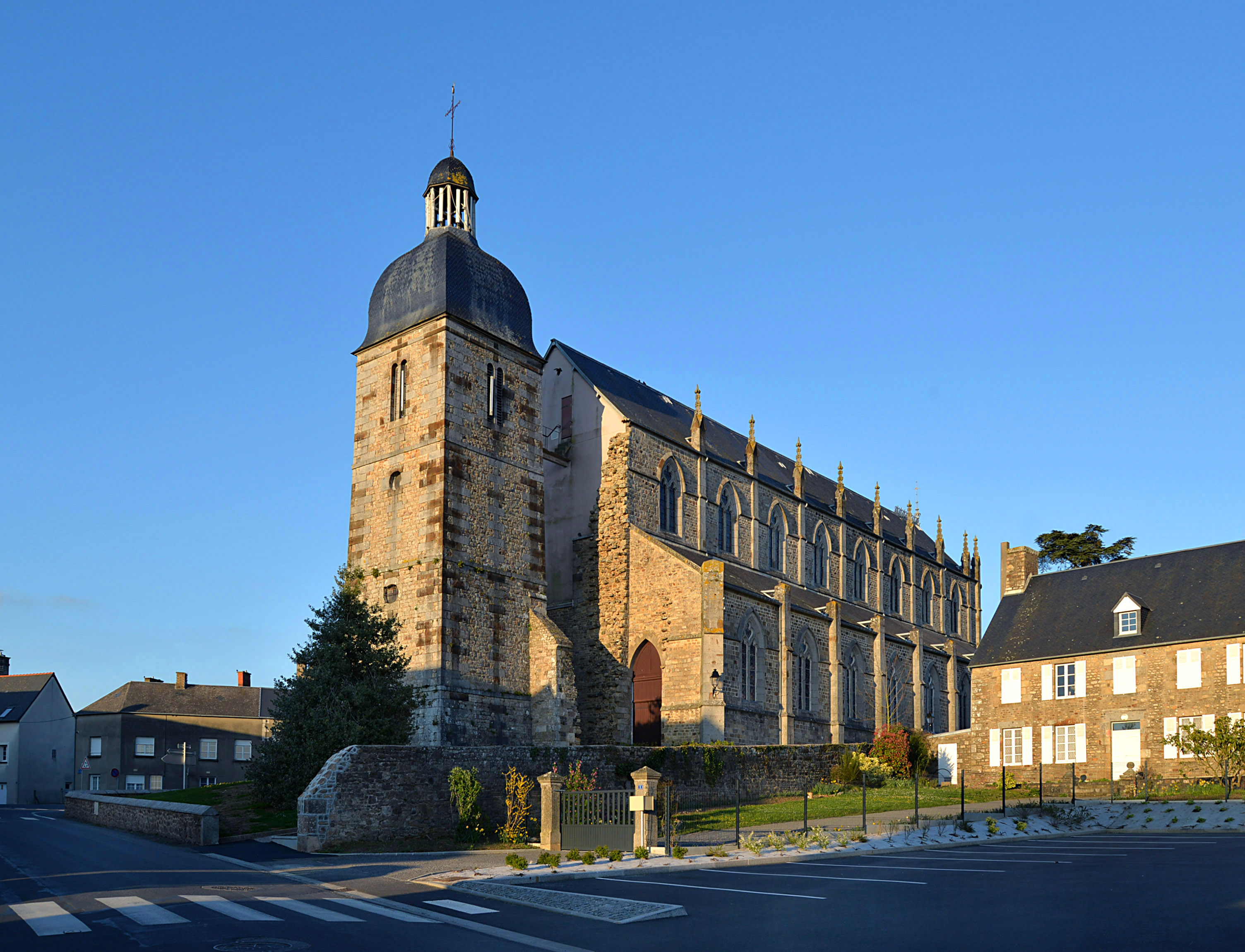
Kirche Saint-Pair

## Persönlichkeiten
- Jean-Pierre Tizon (* 26. Oktober 1920 in Ducey; † 8. November 2012 ebenda) war ein französischer Mediziner und Politiker.